# Stern ohne Himmel (Film)
Stern ohne Himmel ist ein 1980 entstandenes, in der Endphase des Zweiten Weltkriegs spielendes, deutsches Spielfilmdrama von Ottokar Runze über Kinder, die einen jüdischen Gleichaltrigen vor der Deportation retten. Der Geschichte liegt der gleichnamige Roman (1958) von Leonie Ossowski zugrunde, die auch das Drehbuch verfasst hatte.

## Handlung
Frühling 1945, das „Großdeutsche Reich“ zerbröselt im Angesicht der bevorstehenden, militärischen Niederlage. In Brandenburg, unweit von Berlin, haben vier 15-jährige Jugendliche ein Lebensmitteldepot entdeckt, das von Kriegstrümmern verschüttet wurde. Sie entdecken einen Keller voll mit Schinken, Würsten, Eingemachtem und Konserven. Das Paradies scheint für die Vier ausgebrochen zu sein, noch ehe der allgemeine Schrecken sein Ende findet. Doch Antek, einer der vier Jungs, entdeckt wenig später auch einen kleinen Jungen, der aus einem Konzentrationslager entflohen ist und genau hier, im Keller, auf dieser Insel des Überflusses, ein Versteck gefunden hat, um den nazistischen Wahnsinn doch noch zu überleben. Er heißt Abiram und ist nun auf Gedeih und Verderb auf das Wohlwollen der nahezu gleichaltrigen Willi, Antek, Zick und Paule angewiesen. 
Die Jungs, zum Teil von zwölf Jahren Hitler-Diktatur ethisch-moralisch gezeichnet, sind sich nicht einig, wie sie mit Abiram verfahren sollen. Während drei von ihnen meinen, dass man den Jungen vor dem Zugriff seiner Häscher kurz vor Toresschluss unbedingt schützen müsse, ist Willi, überzeugtes HJ-Braunhemd, noch immer ganz auf Parteilinie und zeigt Abiram beim Schuldirektor an. Allen ist damit jedoch auch klar, dass dadurch auch das kleine, von den Vieren entdeckte und geschützte Nahrungsmittelparadies auffliegt. Willi, der nicht über seinen Schatten springen konnte und Abiram denunziert, muss für seinen Verrat am Ende mit seinem Leben bezahlen. Erneut muss Abiram fliehen, doch diesmal hat er drei Freunde, die – längst den Glauben an „Führer“ und „Endsieg“ verloren – ihm weiterhelfen. Inmitten von russischem Granatbeschuss versuchen die verbliebenen Kinder, sich in Sicherheit zu bringen.

## Produktionsnotizen
Stern ohne Himmel entstand zwischen dem 27. März und dem 28. April 1980 in Berlin (West). Der Streifen wurde am 24. April 1981 uraufgeführt. Die Fernseherstausstrahlung erfolgte am 15. September 1982 in der ARD.

## Sonstiges
Während sich Regisseur Runze weitgehend an Ossowskis literarische Vorlage hielt, bedrängten ihn die mitwirkenden Jugendlichen in einem Punkt zur Änderung: Anders als in dem Roman überlebt der Verräter Willi nicht den Krieg, sondern kommt um.

## Kritiken
Die zahlreichen Kritiken zu diesem Film fielen alles in allem recht positiv aus. Nachfolgend eine Übersicht:
Im Vorwärts hieß es: „Runze sind … Bilder von beklemmender Intensität gelungen. So unverkrampft, so dicht, wie selten in einem Film über die großdeutsche Götterdämmerung.“
Die taz schrieb: „... STERN OHNE HIMMEL empfehle ich allen Jugendlichen, die ein wenig mehr über die Zeit des Nationalsozialismus erfahren wollen, als es in den Geschichtsbüchern zu lesen ist. Es ist ein ehrlicher, realistischer und äußerst harter Film, dessen jugendliche Darsteller nicht besser ausgewählt sein konnten. Sie spielen nicht. Sie leben“
Das Lexikon des Internationalen Films fand, dass der Film, „Obwohl passagenweise allzu sehr der Fernsehdramaturgie verhaftet, ein wichtiger Beitrag zur Zeitgeschichte“ ist.
Das große Personenlexikon des Films nannte den Film „bemerkenswert“ und „ein Plädoyer für Menschlichkeit in größter Bedrängnis.“